# Mosehart & Keller Company
Mosehart & Keller Company war ein US-amerikanischer Hersteller von Fahrzeugen.

## Unternehmensgeschichte
Das Unternehmen wurde am 22. Januar 1901 gegründet. Der Sitz war in Houston in Texas. 1902, 1912, 1915, 1919 und 1920 war Henry C. Mosehart Präsident und Schatzmeister, Porter D. Keller Vizepräsident und Henry D. Schleeter Sekretär. Hauptsächlich produzierte es Kutschen und war als Autohaus für Buick und Ford tätig. Zwischen 1908 und 1909 stellte es auch Automobile her. Der Markenname lautete Mosehart & Keller. Nach 1920 verliert sich die Spur des Unternehmens.
Weitere Unternehmen, die die Firmierung Mosehart & Keller beinhalten, waren: Mosehart & Keller Auto Co ab 17. August 1907, Mosehart & Keller Automobile Co ab 17. August 1907, Mosehart & Keller Ford Inc ab 24. April 1963 und Mosehart & Keller Leasing Inc ab 21. Januar 1977. In der Houston Post vom 11. Dezember 1909 befinden sich sowohl Anzeigen der Mosehart & Keller Company für eine Kutsche als auch von der Mosehart & Keller Auto Co. für ein motorisiertes Fahrzeug.

## Kraftfahrzeuge
Hergestellt wurden Highwheeler. Sie waren als offene Motorbuggies karosseriert.